# Дохийское соглашение
Дохи́йское соглаше́ние, официально — Соглаше́ние о восстановле́нии ми́ра в Афганиста́не — мирный договор, подписанный 29 февраля 2020 года в город Доха (Катар) между США и афганским движением «Талибан». Предусматривает вывод войск НАТО из Афганистана, запрет деятельности «Аль-Каиды» на подконтрольных талибам территориях, а также начало переговоров между талибами и афганским правительством.